# Gorica (Barban)
Pour les articles homonymes, voir Gorica.
Gorica (en italien : Gorizza) est une localité de Croatie située en Istrie, dans la municipalité de Barban, dans le comitat d'Istrie. En 2001, la localité comptait 120 habitants.

## Démographie
| 1948 | 1953 | 1961 | 1971 | 1981 | 1991 | 2001 |
| ---- | ---- | ---- | ---- | ---- | ---- | ---- |
| 114  | 112  | 117  | 113  | 110  | 114  | 120  |